# Mohammed Al-Hammadi
Mohammed Al-Hammadi (Arabic:محمد الحمادي) (sinh ngày 11 tháng 5 năm 1997) is an Emirati footballer. Hiện tại anh thi đấu cho Al-Wahda.